# Union sportive d'El Omrane supérieur
L'Union sportive d'El Omrane supérieur (arabe : الاتحاد الرياضي بالعمران الأعلى) (USOS) est un club omnisports tunisien basé à Tunis. Fondé en 1983 dans le quartier d'El Omrane supérieur, il est connu surtout pour sa section de football.